# NGC 1786
NGC 1786 je kuglasti skup u zviježđu Zlatnoj ribi. 

## Vanjske poveznice
- SEDS: NGC 1786